# Montreal Maroons
Montreal Maroons – kanadyjski klub hokejowy z siedzibą w Montrealu występujący w NHL od sezonu 1924/1925 do 1937/1938.

## Kapitanowie
- Punch Broadbent 1924-25
- Dunc Munro 1925-28
- Nels Stewart 1928-32
- Hooley Smith 1932-36
- Lionel Conacher 1936-37
- Stew Evans 1937-38

## Osiągnięcia
- Puchar Stanleya: 1926, 1935
- Prince of Wales Trophy: 1926